# Harlem
För orten i Nederländerna, se Haarlem.

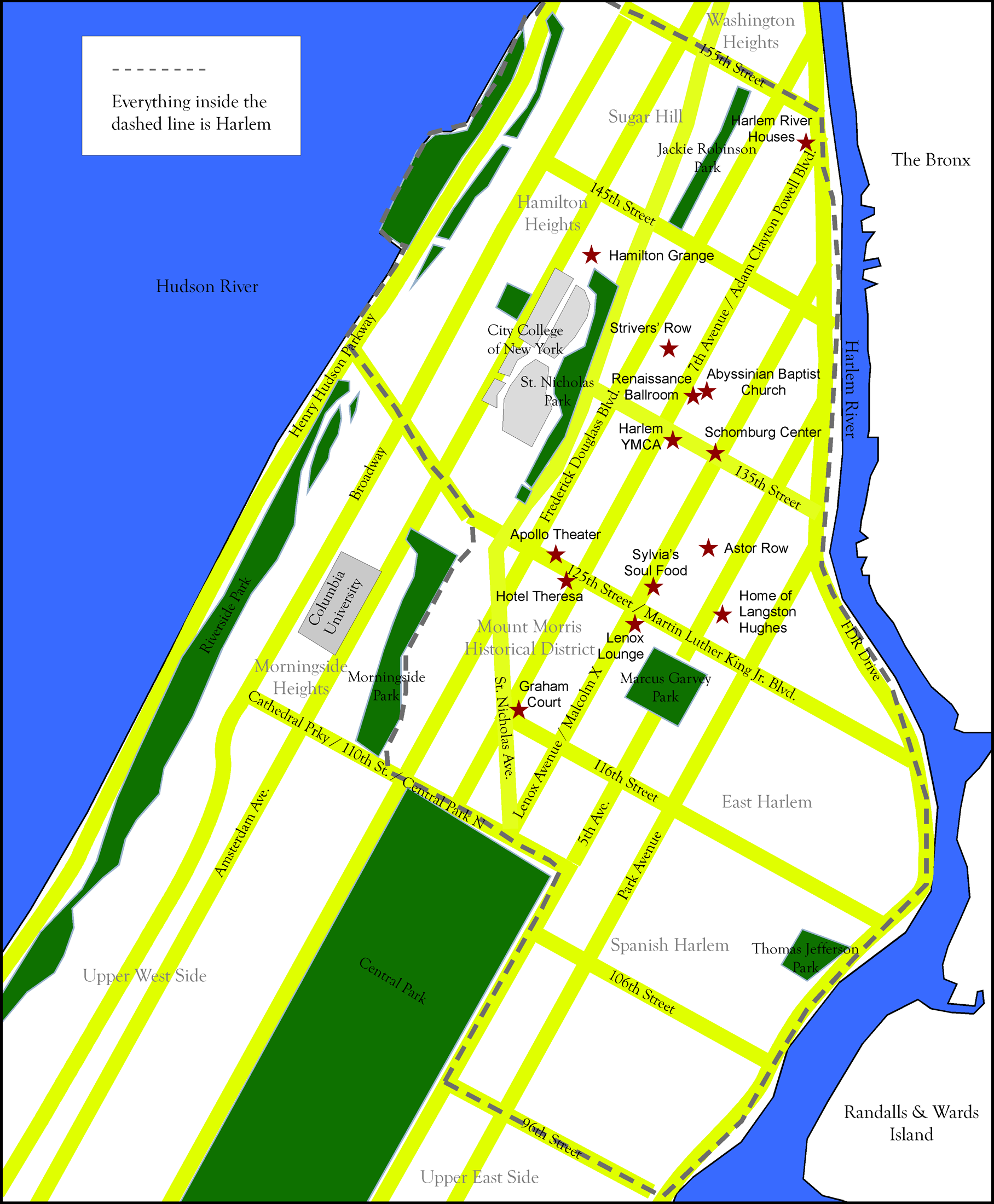
Karta över Manhattans norra delar med Harlem markerat med en streckad linje.

Harlem är en stadsdel som ligger på norra delen av Manhattan, i staden New York i USA. Området har länge varit känt som ett viktigt centrum för afroamerikansk kultur.
Harlem spelade en mycket betydelsefull roll under jazzens framväxt i början av 1900-talet samt under jazzens guldålder som sedan följde. I Harlems många kyrkor kan man även uppleva gospelmusik.
Under olika epoker har Harlem haft stora andelar judiska, finska, spansk- och italienskättade invånare. En större inflyttning av svarta påbörjades kring 1900-talets första årtionde. Harlem hade under lång tid rykte om sig som ett getto med kriminalitet och droger, i synnerhet sedan 1920-talet då den organiserade brottsligheten tog fart.  I samma period flyttade stora delar av den vita befolkningen ut och Harlems rykte som "svart getto" förstärktes. På senare år har dock Harlem genomgått en gentrifieringsprocess. Fastighetspriserna i stadsdelen har stigit kraftigt och den har åter blivit ett turistmål. 
Harlem har fått namnet efter staden Haarlem i Nederländerna.